# Карл Гьопфлінґен фон Берґендорф
Карл Гьопфлінґен фон Берґендорф (нім. Karl Höpfingen ritter von Bergendorf) (1793 — після 1859) — державний діяч Австрійської імперії, бурмистр Львова (1848-1859).

## Життєпис
Походив з німецької шляхетської родини, що мала маєтностні на півності Богемії. Народився ймовірно у Кенінггреці близько 1793 року. Про молоді роки нічого невідомо. Вперше письмово згадується 1837 року, коли стає чиновником в адміністративному апараті Королівства Галичини та Володимирії.
У 1848 році призначається бурмистром Львова замість Еміля Жерара фон Фестенбурґа, що подав у відставку після початку масових виступів у Львові навесні 1848 (Весна народів). Можливо тоді ж або раніше стає губернським радником. Першим завданням взяти під контроль ситуацію у Львові а також допомога російським військам, що рухалися на придушення повстання в Угорщині. За свої вправні дії стає командором російського ордена Святого Станіслава. Надалі отримав лицарський хрест Ордена Франца Йосифа. 
Був членом правління Галицької ощадкої каси.
1849 року Карл Гьопфлінґен-Бергендорф вирішив, що в місті мають працювати спеціалісти-пожежники, адже до того часу гасили вогонь міщани. У лютому 1851 року було вирішено набирати до корпусу вогнеборців — інспектора, двох керівників помп, чотирьох командирів підрозділів, 40 пожежників і ще 20 чоловіків зі сторожі міста.
1851 року підтримав звернення до імператора Франца-Йосифа щодо зведення у місті будинку військових інвалідів (роботи почалися 1855 року і тривали до 1863 року).
Намагався сприяти розвитку культури в Львові, особливо музики якою захоплювався. 14 лютого 1852 року в залі нарад львівського маґістрату під головуванням Карла Гьопфлінгена-Бергендорфа відбулися збори музичної громадськості — зацікавлених музикантів-аматорів і професійних митців (загалом 44 осіб), де вирішено було відновити діяльність Галицького музичного товариства, утворити консерваторію. 1853 року стає адміністративним директором Товариство Поширення Музичного Мистецтва в Галичині. Тоді ж відкрито консерваторію при Товаристві.
За свої справи Карл Гьопфлінґен фон Берґендорф стає почесним громадянином Львова. Його керування завершилася 1859 року. Подальша доля невідома.